# آتشکده فراشبند
آتشکده فراشبند مربوط به دوره ساسانیان است و در شهرستان فراشبند، کیلومتر ۱۲ جاده فراشبند به کازرون واقع شده و این اثر در تاریخ ۱۵ دی ۱۳۱۰ با شمارهٔ ثبت ۸۸ به‌عنوان یکی از آثار ملی ایران به ثبت رسیده‌است.
این آتشکده ساسانی به صورت چهارطاقی کوچک از سنگ و گچ ساخته شده و همانندی بسیاری با آتشکده کازرون دارد.